# Danielle Hunter
Pour les articles homonymes, voir Hunter.
(en) Statistiques sur pro-football-reference
Danielle Hunter, né le 29 octobre 1994 dans la paroisse de Sainte-Catherine en Jamaïque, est un sportif professionnel jamaïco-américain de football américain jouant au poste de defensive end dans la National Football League (NFL) depuis 2015.
Sélectionné lors du troisième tour de la draft 2015 par la franchise des Vikings du Minnesota, il y reste neuf saisons avant de rejoindre les Texans de Houston en 2024.
Lors de la saison 2018 de la NFL, il se distingue par une grande efficacité sur les sacks, portée par son physique imposant (1,96 m pour 118 kg).
Sélectionné dans l'équipe des meilleurs rookies de la saison 2015 par la Pro Football Writers Association (en) (PFWA), il est retenu dans la deuxième équipe All-Pro 2018 et repris pour participer aux Pro Bowls 2019, 2020, 2023 et 2024.
Au niveau universitaire, il a joué pendant trois saisons pour les Tigers de l'université d'État de Louisiane dans la NCAA Division I FBS. 

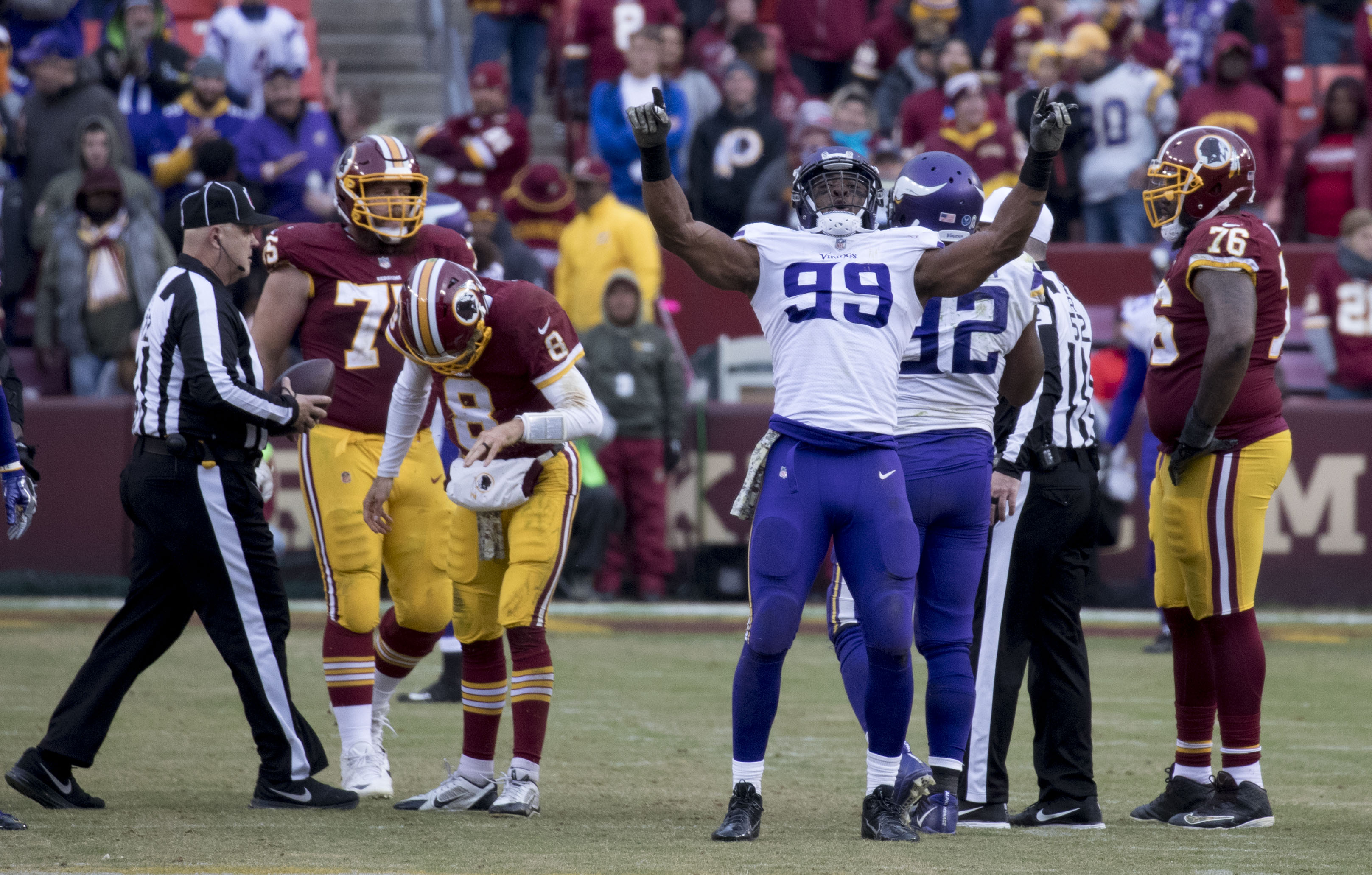
Danielle Hunter levant les bras au ciel après une action réussie contre le quarterback Kirk Cousins en décembre 2017.